# Наби Шуайб

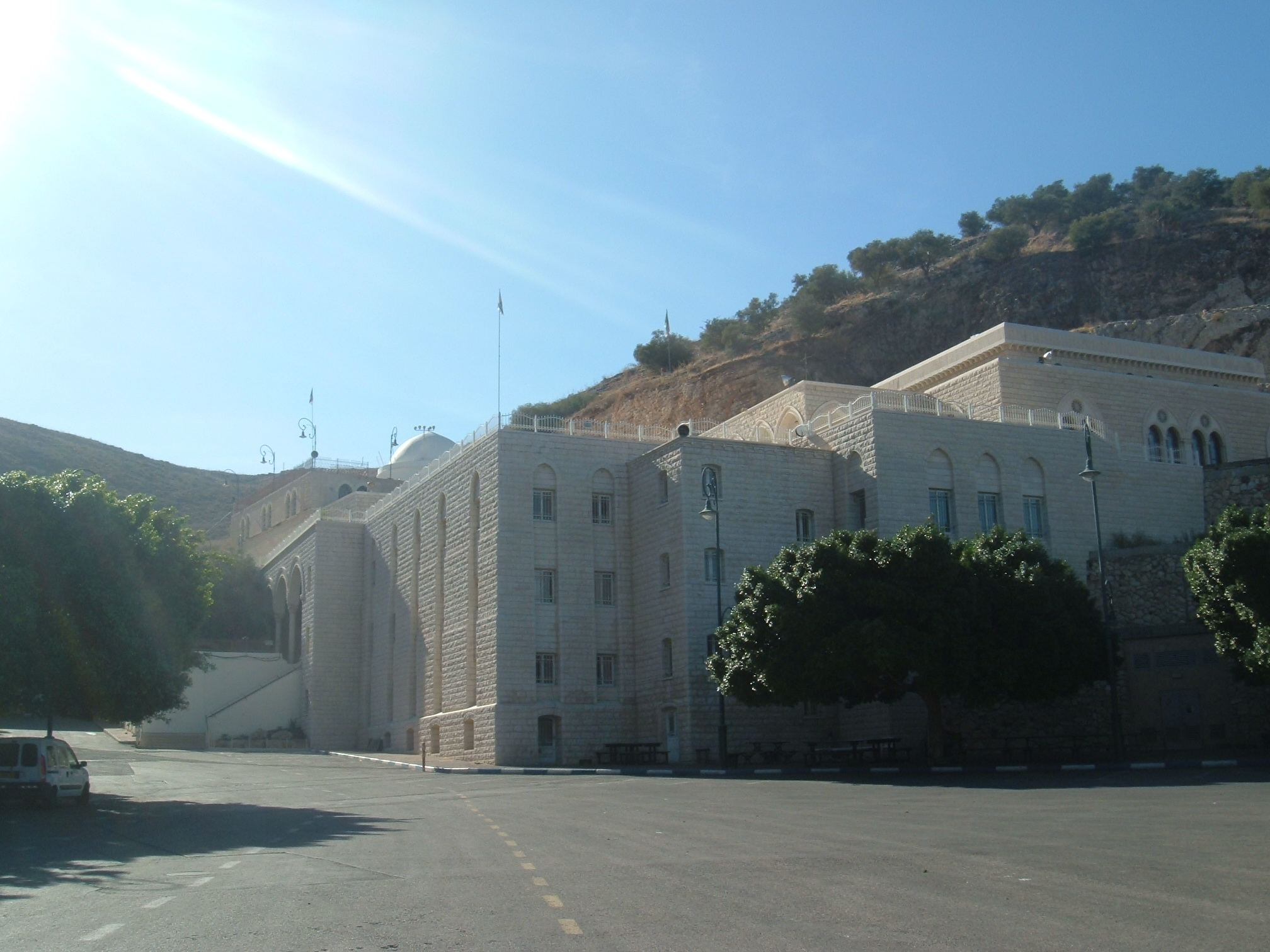

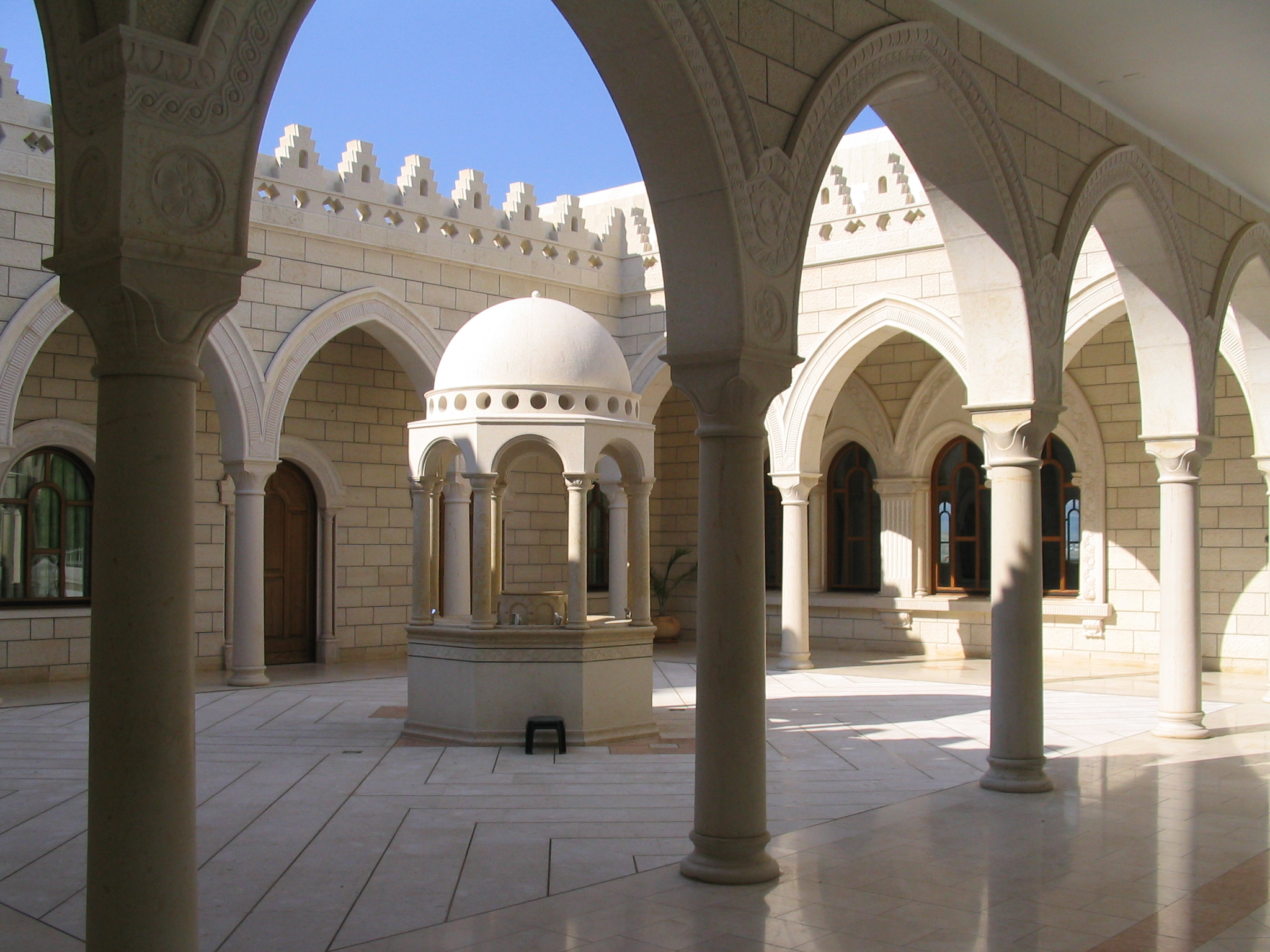

Наби Шуайб (араб. نبي شعيب‎), пророк Шуайб — гробница мадианитянского пророка Шуайба, отождествляемого с библейским Иофором, тестем Моисея, отцом Хеттуры (Циппоры). Находится на склоне горы Карней Хиттим около Тверии и служит местом ежегодного паломничества для представителей религии друзов. Друзы высоко почитают память Шуэйба и считают его основоположником своей религии. Паломничество совершается с 23 по 28 апреля.
Мусульмане-сунниты, хотя и не имеют условленной даты паломничества как друзы, также совершали паломничество (зиярат) в Наби Шуайб. С 1948 года, после передачи израильскими властями гробницы Наби Шуайб под управление общины друзов, мусульманы-сунниты прекратили своё паломничество в гробницу.

## История
Согласно друзской традиции, гробница была найдена благодаря вещему сну Саладина. Во сне, перед битвой с крестоносцами при Хаттине, ангел обещал ему победу, при условии, что после боя, он сядет на лошадь и поедет на запад, и в месте, в котором лошадь остановится, ему откроется место захоронения Шуайба. В дальнейшем, найденная гробница Наби Шуайба расширялась и отстраивалась в течение нескольких столетий.
Во время подмандатной Палестины, между друзами и мусульманами разгорелся спор о том, кто был опекуном этого места. После создания Государства Израиль, государство дало полную опеку друзам на комплексе и его 100 акрах под руководством шейха Амина Тарифа.

## Паломничество
На протяжении веков друзы проводили в нем религиозные праздники. До создания государства Израиль, друзы из Сирии и Ливана также участвовали в праздновании, но на сегодняшний день этого не происходит.